# Batesville (Arkansas)
Batesville város az USA Arkansas államában, Independence megyében, melynek megyeszékhelye is. Lakosainak száma 11 191 fő (2020. április 1.).

## Népesség
A település népességének változása:

| 2010 | 10 248 |
| 2020 | 11 191 |